# Bilung
Bilung est le titre porté par la cheffe traditionnelle à la tête du clan Koror, aux Palaos. Depuis 1975, ce titre est détenu par Gloria Salii.